# Bellavista (arrampicata)
Bellavista è una via lunga di arrampicata sportiva sulla Cima Ovest di Lavaredo aperta da Alexander Huber nel 1999 e liberata dallo stesso nel 2001.
Si tratta della prima via lunga delle Alpi fino al grado 8c e una delle più difficili in assoluto.

## La via

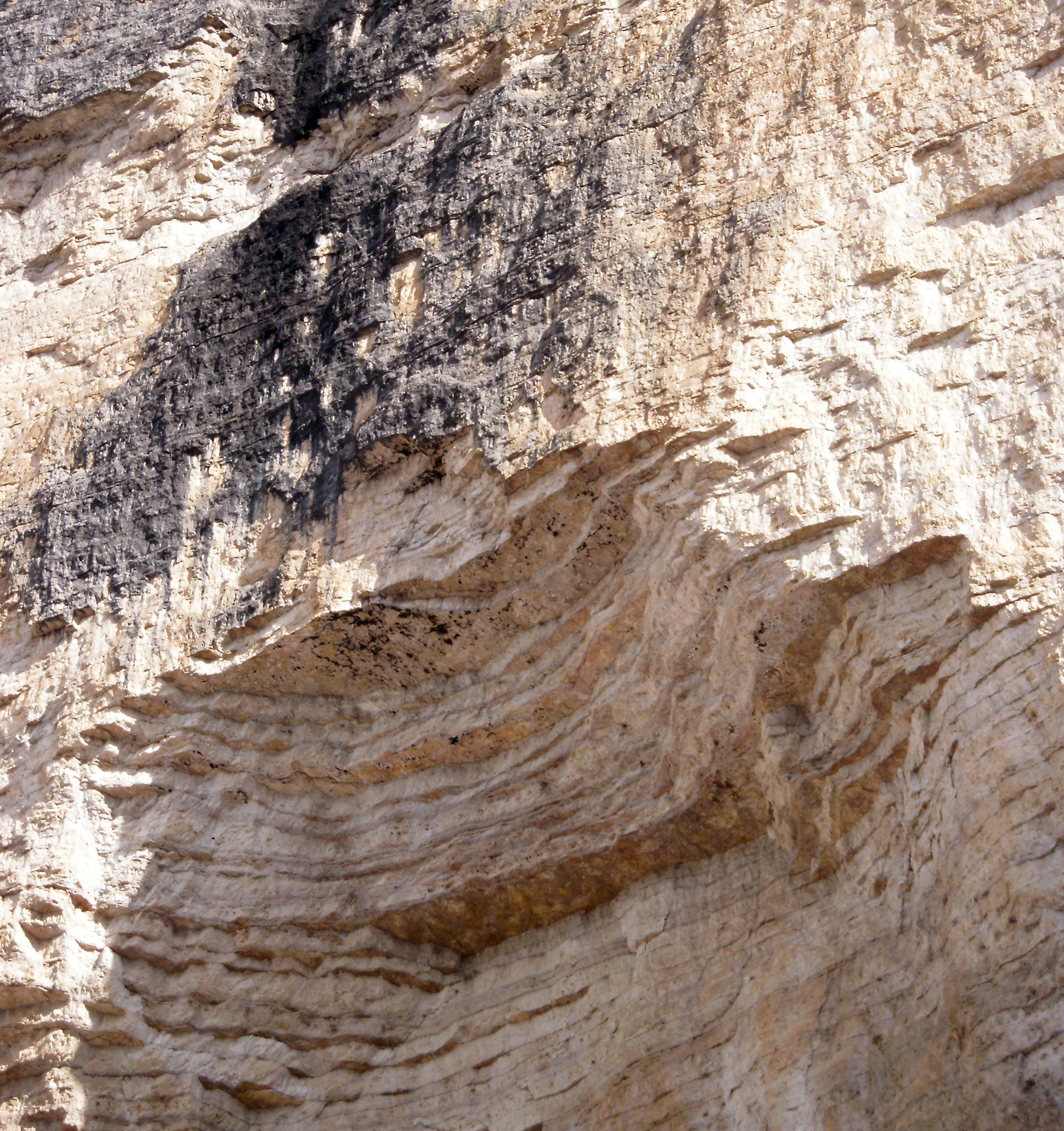
Particolare del grande tetto che viene superato da Bellavista sulla sinistra nei due tiri di 8c e 8a

È  stata aperta da Alexander Huber in quattro giorni di solitaria nell'inverno 1999. La via è chiodata solo con chiodi normali e spit alle soste. Fino al quinto tiro (7b) è in comune con Pan Aroma. Quindi prosegue sul tetto tenendosi a sinistra con due tiri di 8c e 8a, mentre Pan Aroma lo affronta con una diagonale verso destra con due tiri di 8b+ e 8c.

## Salite
- Alexander Huber - 1999 - Prima salita
- Alexander Huber - 18 luglio 2001 - Prima salita in libera[2]
- Mauro Bole - 16 settembre 2002 - Sale tutti i tiri ma in due giorni separati[3]
- Helmut Kotter - 2010 - Seconda salita[4]
- David Lama - 2010 - Terza salita[5]
- Luka Krajnc - settembre 2011 - Quarta salita[6]
- Daniel Moreno - 2013 - Quinta salita[7]
- Sasha DiGiulian - 12 agosto 2013 - Prima salita femminile[8]